# Liste der Biografien/Bacs
Liste der Biografien |
Portal Biografien |
Personensuche
# |
A |
B |
C |
D |
E |
F |
G |
H |
I |
J |
K |
L |
M |
N |
O |
P |
Q |
R |
S |
T |
U |
V |
W |
X |
Y |
Z |
?
 
Ba |
Be |
Bd |
Bg |
Bh |
Bi |
Bj |
Bl |
Bm |
Bn |
Bo |
Br |
Bs |
Bu |
Bw |
By |
Bz
 
Baa |
Bab |
Bac |
Bad |
Bae |
Baf |
Bag |
Bah |
Bai |
Baj |
Bak |
Bal |
Bam |
Ban |
Bao |
Bap |
Baq |
Bar |
Bas |
Bat |
Bau |
Bav |
Baw |
Bax–Baz
 
Baca |
Bacc |
Bace |
Bach |
Baci |
Back |
Bacl |
Bacm |
Baco |
Bacq |
Bacr |
Bacs |
Bacu |
Bacv |
Bacy |
Bacz
Die Liste der Biografien führt alle Personen auf, die in der deutschsprachigen Wikipedia einen Artikel haben. Dieses ist eine Teilliste mit 13 Einträgen von Personen, deren Namen mit den Buchstaben „Bacs“ beginnt.

## Bacs
- Bács, Zsolt (* 1963), deutscher Schauspieler, Regisseur und Drehbuchautor

### Bacsa
- Bácsalmási, Péter (1908–1981), ungarischer Zehnkämpfer, Dreispringer und Stabhochspringer

### Bacsi
- Bácsi, Péter (* 1983), ungarischer Ringer
- Bacsik, Elek (1926–1993), ungarischer Jazzgeiger und Jazzgitarrist
- Bacsila, Trojan (1867–1931), ungarisch-österreichischer Generalmajor
- Bacsinsky, Andreas (1729–1809), ruthenisch-griechisch-katholischer Bischof
- Bacsinszky, Timea (* 1989), Schweizer TennisspielerinTimea Bacsinszky (* 1989)

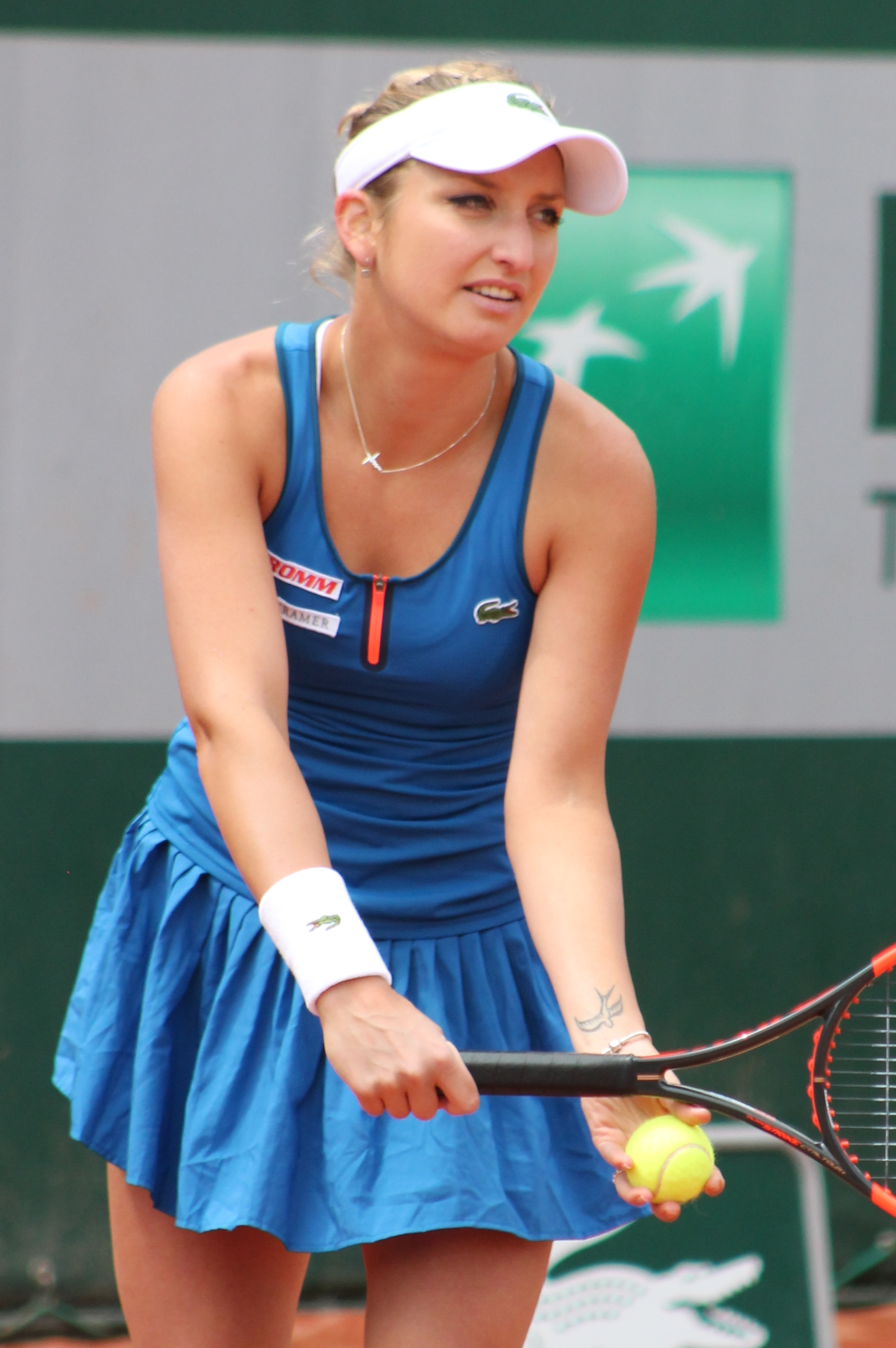
Timea Bacsinszky (* 1989)

### Bacsk
- Bácskai, Balázs (* 1988), ungarischer Boxer
- Bácskai, Imre (* 1961), ungarischer Boxer
- Bácskai, Sára Luca (* 1999), ungarische Shorttrackerin

### Bacso
- Bacsó, Kristóf (* 1976), ungarischer Jazzmusiker (Saxophone, Komposition)
- Bacsó, Péter (1928–2009), ungarischer Filmregisseur und Drehbuchautor

### Bacst
- Bacstrom, Sigismund († 1805), britischer Arzt, Künstler und Okkultist